# 305-я штурмовая авиационная дивизия
305-я штурмовая авиационная Павлоградская Краснознамённая дивизия (305-я шад) — соединение Военно-Воздушных сил (ВВС) Вооружённых Сил РККА штурмовой авиации, принимавшее участие в боевых действиях Великой Отечественной войны.

## Наименования дивизии

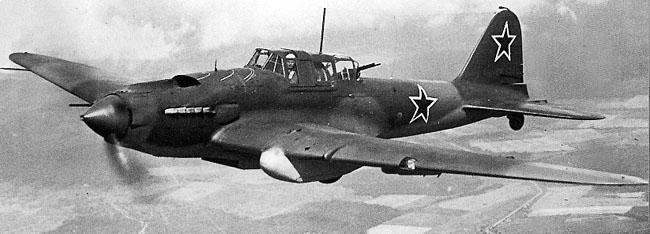
Ил-2

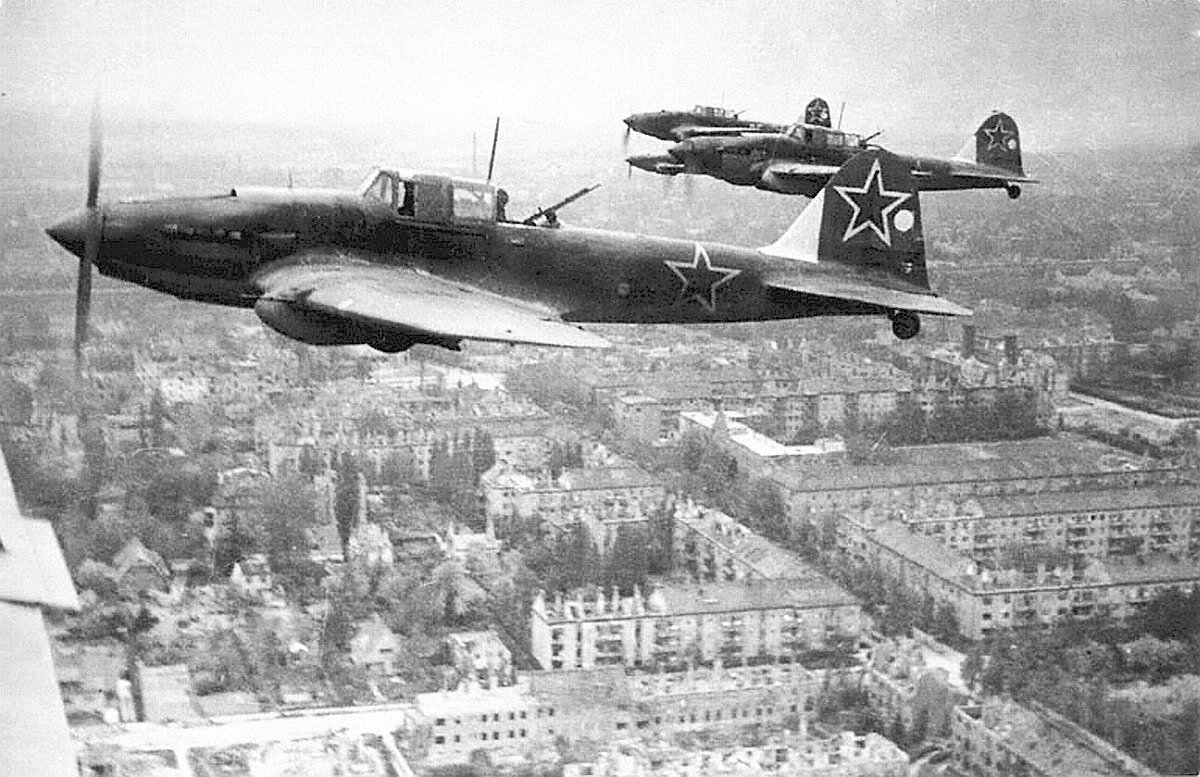
Звено Ил-2 м над Берлином в 1945 году

- 305-я штурмовая авиационная дивизия
- 305-я штурмовая авиационная Павлоградская дивизия
- 305-я штурмовая авиационная Павлоградская Краснознамённая дивизия
- Полевая почта 49784

## Создание дивизии
305-я штурмовая авиационная дивизия сформирована решением ГКО СССР 15 марта 1943 года в составе авиации Резерва ВГК.

## Расформирование дивизии
305-я штурмовая авиационная Павлоградская Краснознамённая дивизия в марте 1946 года была расформирована в составе 15-й воздушной армии на аэродроме Таураге (Литва).

## В действующей армии
В составе действующей армии:
- с 23 марта 1943 года по 1 мая 1943 года,
- с 24 мая 1943 года по 9 мая 1945 года.

## Командир дивизии
- Подполковник, полковник[3] Михевичев Николай Германович[4], период нахождения в должности: с июня 1943 года по 24 апреля 1944 года.
- Полковник Полушко Фёдор Иванович[4], период нахождения в должности: с 2 мая 1944 года по октябрь 1946 года.

## В составе объединений
| Дата          | Фронт (округ)                                | Армия                | Корпус                           | Примечания |
| ------------- | -------------------------------------------- | -------------------- | -------------------------------- | ---------- |
| 01.03.1943 г. | Резерв ВГК                                   | -                    | -                                | -          |
| 19.03.1943 г. | Резерв ВГК                                   | -                    | 9-й смешанный авиационный корпус | -          |
| 23.03.1943 г. | Юго-Западный фронт                           | 17-я воздушная армия | 9-й смешанный авиационный корпус | -          |
| 01.05.1943 г. | Резерв ВГК                                   | -                    | 9-й смешанный авиационный корпус | -          |
| 24.05.1943 г. | Юго-Западный фронт                           | 17-я воздушная армия | 9-й смешанный авиационный корпус | -          |
| 20.10.1943 г. | 3-й Украинский фронт                         | 17-я воздушная армия | 9-й смешанный авиационный корпус | -          |
| 15.07.1944 г. | 3-й Прибалтийский фронт                      | 14-я воздушная армия | -                                | -          |
| 01.10.1944 г. | 2-й Прибалтийский фронт                      | 15-я воздушная армия | -                                | -          |
| 01.10.1944 г. | Ленинградский фронт Курляндская группа войск | 15-я воздушная армия | -                                | -          |
| 09.05.1945 г. | Ленинградский фронт Курляндская группа войск | 15-я воздушная армия | -                                | -          |
| 10.07.1945 г. | Прибалтийский военный округ                  | 15-я воздушная армия | -                                | -          |
| 01.03.1946 г. | Прибалтийский военный округ                  | 15-я воздушная армия | -                                | -          |

## Части и отдельные подразделения дивизии
За весь период своего существования боевой состав дивизии не претерпевал изменения:
| Период                  | Наименование                     | Вооружение |
| ----------------------- | -------------------------------- | ---------- |
| 29.03.1943 — 01.03.1946 | 175-й штурмовой авиационный полк | Ил-2       |
| 29.03.1943 — 01.03.1946 | 237-й штурмовой авиационный полк | Ил-2       |
| 30.03.1943 — 01.03.1946 | 955-й штурмовой авиационный полк | Ил-2       |

## Участие в операциях и битвах
- Курская стратегическая оборонительная операция — с 5 июля 1943 года по 12 июля 1943 года.
- Белгородско-Харьковская операция — с 3 августа 1943 года по 23 августа 1943 года.
- Донбасская операция — с 13 августа 1943 года по 22 сентября 1943 года.
- Запорожская операция — с 10 октября 1943 года по 14 октября 1943 года.
- Днепропетровская операция — с 23 октября 1943 года по 5 ноября 1943 года.
- Никопольско-Криворожская наступательная операция — с 30 января 1944 года по 29 февраля 1944 года.
- Березнеговато-Снигирёвская наступательная операция — с 6 марта 1944 года по 18 марта 1944 года.
- Одесская наступательная операция — с 26 марта 1944 года по 14 апреля 1944 года.
- Псковско-Островская операция — с 17 июля 1944 года по 31 июля 1944 года.
- Тартуская операция — с 10 августа 1944 года по 6 сентября 1944 года.
- Рижская операция — с 14 сентября 1944 года по 22 октября 1944 года.
- Прибалтийская операция — с 14 сентября 1944 года по 24 ноября 1944 года.
- Блокада и ликвидация Курляндской группировки — с 8 октября 1944 года по 9 мая 1945 года
- Восточно-Прусская операция — с 13 января 1945 года по 25 апреля 1945 года.
- Кенигсбергская операция — с 6 апреля 1945 года по 9 апреля 1945 года.
- Курляндская наступательная операция — с 3 февраля 1945 года по 30 марта 1945 года

## Почётные наименования
- 305-й штурмовой авиационной дивизии за показанные образцы боевой выучки и умение маневрировать в боях за освобождение от немецких захватчиков городов Новомосковск, Синельниково, Лозовая и Павлоград присвоено почётное наименование «Павлоградская»[5]
- 955-му штурмовому авиационному полку присвоено почётное наименование «Рижский»[6]

## Награды
- 305-я Павлоградская штурмовая авиационная дивизия Указом Президиума Верховного Совета СССР от 14 октября 1943 года награждена орденом «Боевого Красного Знамени».
- 955-й штурмовой авиационный полк Указом Президиума Верховного Совета СССР награждён орденом «Кутузова III степени».

## Благодарности Верховного Главнокомандующего
Воинам дивизии объявлены благодарности Верховного Главнокомандующего:
- За освобождение городов Новомосковск, Синельниково, Лозовая и Павлоград[5]
- За форсирование реки Великая[7]
- За овладение городом Остров[8]
- За овладение городом Псков[9]
- За овладение городом Тарту[10]
- За овладение городом Валга[11]
- За овладение городом Рига[12]

## Отличившиеся воины дивизии
| - Акуленко Владимир Евтихиевич, старший лейтенант, командир эскадрильи 955-го штурмового авиационного полка 305-й штурмовой авиационной дивизии 14-й воздушной армии 23 февраля 1945 года удостоен звания Герой Советского Союза. Посмертно. - Бражников Александр Николаевич, старший лейтенант, командир звена 237-го штурмового авиационного полка 305-й штурмовой авиационной дивизии 15-й воздушной армии 23 февраля 1945 года удостоен звания Герой Советского Союза. Золотая Звезда № 5368. - Бордюгов Андрей Алексеевич, старший лейтенант, командир звена 955-го штурмового авиационного полка 305-й штурмовой авиационной дивизии 15-й воздушной армии 18 августа 1945 года удостоен звания Герой Советского Союза. Золотая Звезда № 7975. - Быков Николай Петрович, старший лейтенант, заместитель командира эскадрильи 237-го штурмового авиационного полка 305-й штурмовой авиационной дивизии 9-го смешанного авиационного корпуса 17-й воздушной армии 01 июля 1944 года удостоен звания Герой Советского Союза. Золотая Звезда № 3963. - Голимбиевский Алексей Афанасьевич, старший лейтенант, командир эскадрильи 175-го штурмового авиационного полка 305-й штурмовой авиационной дивизии 9-го смешанного авиационного корпуса 17-й воздушной армии 01 июля 1944 года удостоен звания Герой Советского Союза. Золотая Звезда № 3935. - Глазунов Пётр Алексеевич, капитан, заместитель командира 955-го штурмового авиационного полка 305-й штурмовой авиационной дивизии 14-й воздушной армии 23 февраля 1945 года удостоен звания Герой Советского Союза. Золотая Звезда № 5013. - Данильченко Иван Андреевич, капитан, штурман 237-го штурмового авиационного полка 305-й штурмовой авиационной дивизии 9-го смешанного авиационного корпуса 17-й воздушной армии 01 июля 1944 года удостоен звания Герой Советского Союза. Золотая Звезда № 3936. - Дорошенко Павел Яковлевич, старший лейтенант, заместитель командира эскадрильи 955-го штурмового авиационного полка 305-й штурмовой авиационной дивизии 9-го смешанного авиационного корпуса 17-й воздушной армии 1 июля 1944 года удостоен звания Герой Советского Союза. Золотая Звезда № 2703. - Дьяченко Иван Михайлович, капитан, командир эскадрильи 237-го штурмового авиационного полка 305-й штурмовой авиационной дивизии 15-й воздушной армии 18 августа 1945 года удостоен звания Герой Советского Союза. Золотая Звезда № 8617. - Журба Иван Тимофеевич, старший лейтенант, командир звена 237-го штурмового авиационного полка 305-й штурмовой авиационной дивизии 14-й воздушной армии 23 февраля 1945 года удостоен звания Герой Советского Союза. Золотая Звезда № 7362. - Жученко, Григорий Прокофьевич, старший лейтенант, командир эскадрильи 237-го штурмового авиационного полка 305-й штурмовой авиационной дивизии 14-й воздушной армии 23 февраля 1945 года удостоен звания Герой Советского Союза. Золотая Звезда № 7363. - Захаров Виктор Николаевич, лейтенант, командир эскадрильи 995-го штурмового авиационного полка 305-й штурмовой авиационной дивизии 9-го смешанного авиационного корпуса 17-й воздушной армии 01 июля 1944 года удостоен звания Герой Советского Союза. Посмертно - Захарченко Михаил Дмитриевич, подполковник, командир 175-го штурмового авиационного полка 305-й штурмовой авиационной дивизии 15-й воздушной армии 18 августа 1945 года удостоен звания Герой Советского Союза. Золотая Звезда № 8644. - Мазков Евдоким Константинович, старший лейтенант, командир звена 237-го штурмового авиационного полка 305-й штурмовой авиационной дивизии 9-го смешанного авиационного корпуса 17-й воздушной армии 01 июля 1944 года удостоен звания Герой Советского Союза. Золотая Звезда № 3964. - Соболев Николай Алексеевич, старший лейтенант, командир звена 237-го штурмового авиационного полка 305-й штурмовой авиационной дивизии 9-го смешанного авиационного корпуса 17-й воздушной армии 01 июля 1944 года удостоен звания Герой Советского Союза. Золотая Звезда № 3920. - Кандыбин Борис Григорьевич, старший лейтенант, командир звена 237-го штурмового авиационного полка 305-й штурмовой авиационной дивизии 9-го смешанного авиационного корпуса 17-й воздушной армии 19 августа 1944 года удостоен звания Герой Советского Союза. Золотая Звезда № 4363. - Карпухин Михаил Терентьевич, капитан, заместитель командира эскадрильи 175-го штурмового авиационного полка 305-й штурмовой авиационной дивизии 9-го смешанного авиационного корпуса 17-й воздушной армии 18 августа 1945 года удостоен звания Герой Советского Союза. Золотая Звезда № 6915. - Киселенко Пётр Евдокимович, старший лейтенант, заместитель командира эскадрильи 237-го штурмового авиационного полка 305-й штурмовой авиационной дивизии 15-й воздушной армии 18 августа 1945 года удостоен звания Герой Советского Союза. Золотая Звезда № 7989. - Кохов Николай Степанович, майор, штурман 955-го штурмового авиационного полка 305-й штурмовой авиационной дивизии 14-й воздушной армии 23 февраля 1945 года удостоен звания Герой Советского Союза. Золотая Звезда № 5326. - Лукашин Василий Иванович, старший лейтенант, командир эскадрильи 175-го штурмового авиационного полка 305-й штурмовой авиационной дивизии 14-й воздушной армии 23 февраля 1945 года удостоен звания Герой Советского Союза. Золотая Звезда № 7268. - Минеев Дмитрий Михайлович, старший лейтенант, заместитель командира эскадрильи 175-го штурмового авиационного полка 305-й штурмовой авиационной дивизии 14-й воздушной армии 23 февраля 1945 года удостоен звания Герой Советского Союза. Золотая Звезда № 5015. - Непочелович Иван Борисович, младший лейтенант, старший лётчик 955-го штурмового авиационного полка 305-й штурмовой авиационной дивизии 9-го смешанного авиационного корпуса 17-й воздушной армии 29 июня 1945 года удостоен звания Герой Советского Союза. Золотая Звезда № 4991. - Петров Дмитрий Николаевич, старший лейтенант, командир эскадрильи 175-го штурмового авиационного полка 305-й штурмовой авиационной дивизии 14-й воздушной армии 23 февраля 1945 года удостоен звания Герой Советского Союза. Золотая Звезда № 5014. - Рачков Павел Акимович, капитан, командир эскадрильи 955-го штурмового авиационного полка 305-й штурмовой авиационной дивизии 15-й воздушной армии 18 августа 1945 года удостоен звания Герой Советского Союза. Золотая Звезда № 8632. - Седельников, Пётр Иванович, старший лейтенант, командир звена 237-го штурмового авиационного полка 305-й штурмовой авиационной дивизии 14-й воздушной армии 23 февраля 1945 года удостоен звания Герой Советского Союза. Золотая Звезда № 5340. - Фалин Василий Константинович, капитан, штурман 237-го штурмового авиационного полка 305-й штурмовой авиационной дивизии 15-й воздушной армии 15 мая 1946 года удостоен звания Герой Советского Союза. Золотая Звезда № 2860. |

## Базирование
| Период            | Место базирования |
| ----------------- | ----------------- |
| 05.1945 — 03.1946 | Таураге, Литва    |